# Молтри (Џорџија)
Молтри (енгл. Moultrie) град је у америчкој савезној држави Џорџија. По попису становништва из 2010. у њему је живело 14.268 становника.

## Демографија
Према попису становништва из 2010. у граду је живело 14.268 становника, што је 119 (0,8%) становника мање него 2000. године.
| Група             | 2000.         | 2010.         |
| Белци             | 6.287 (43,7%) | 5.487 (38,5%) |
| Афроамериканци    | 7.089 (49,3%) | 7.060 (49,5%) |
| Азијати           | 53 (0,4%)     | 98 (0,7%)     |
| Хиспаноамериканци | 866 (6,0%)    | 1.453 (10,2%) |
| Укупно            | 14.387        | 14.268        |